# Laboratoire national de métrologie et d'essais
Pour les articles homonymes, voir LNE.
Le Laboratoire national de métrologie et d'essais, anciennement Laboratoire national d'essais (dont il a conservé l'ancien sigle LNE), est un organisme français chargé de réaliser les mesures et essais de produits de toutes sortes en vue de leur certification pour leur mise sur le marché.
Son siège est situé dans le 15e arrondissement de Paris, et il fonctionne sous le régime d'un Établissement public à caractère industriel et commercial (EPIC).

## Implantation
Le siège du LNE est un immeuble construit par André Granet en style néo-classique entre 1940 et 1962. Il est encadré par la rue Gaston-Boissier, l'avenue Albert-Bartholomé et l'avenue de la Porte-de-Plaisance, dans le 15e arrondissement de Paris
Le LNE possède deux filiales à l'international. L'une à Washington pour la certification du matériel médical, sous la marque G-Med (le nom du GIE avec lequel le LNE était partenaire, et dont il a repris les activités après la dissolution). L'autre, dénommée LNE Asia, à Hong Kong et Shanghai, sous la forme d'une coentreprise avec CMA-Testing, au sein de laquelle le LNE est majoritaire.
Depuis janvier 2008 il dispose d'un bureau de représentation à Shanghai dont les missions consistent à promouvoir les activités du LNE pouvant intéresser les entreprises internationales implantées en Chine et/ou les entreprises chinoises.

## Historique

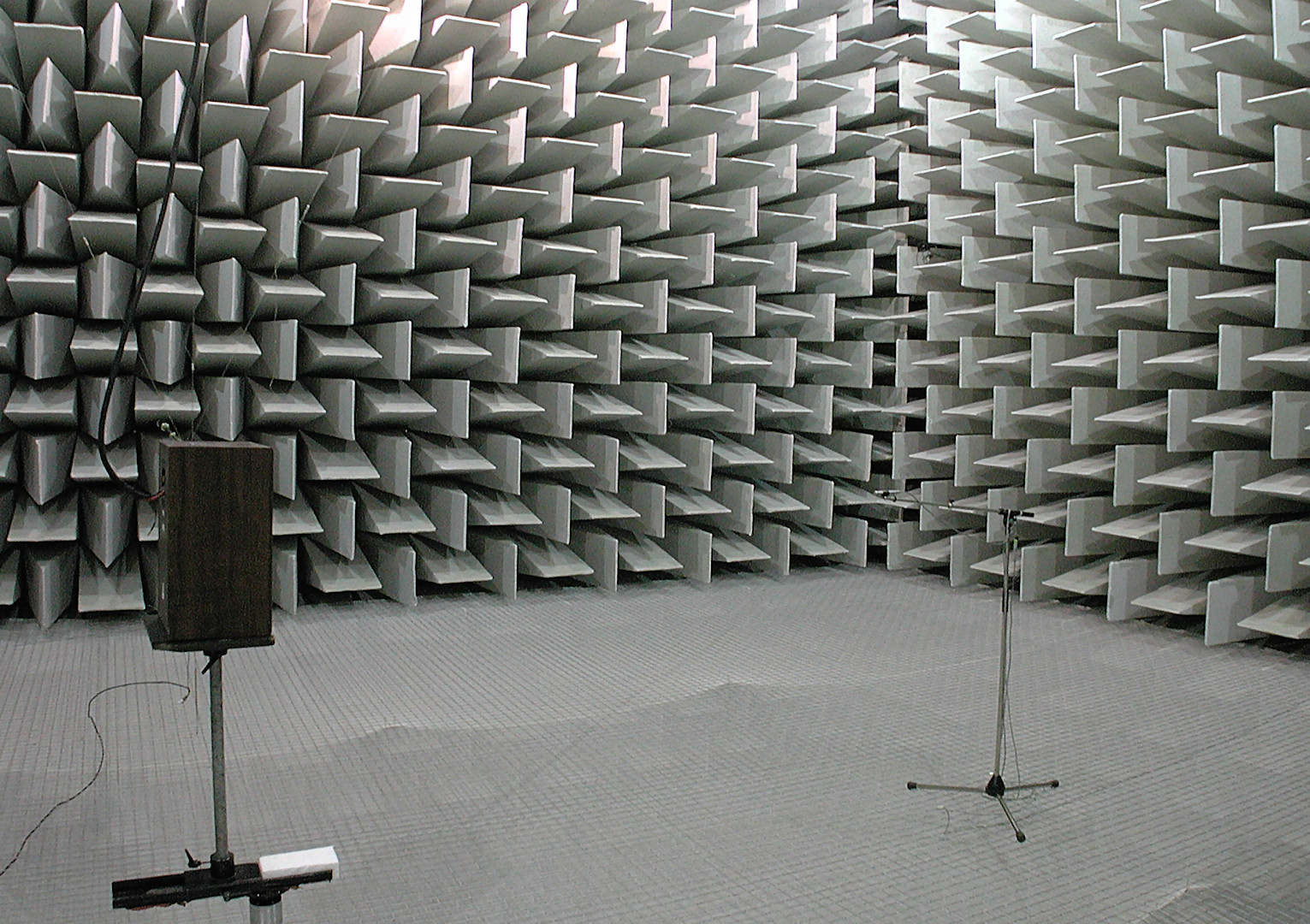
Chambre anéchoïque du LNE.

### 1900-1977
À la signature de la convention du mètre, à Paris en 1875, c'est au Conservatoire national des arts et métiers (CNAM) que sont réalisées les principales vérifications de poids et de mesures attribués aux gouvernements étrangers, au fur et à mesure qu'ils adoptent le système métrique. Néanmoins, les besoins accrus de mesures, tant pour la mécanique et la physique que pour l'industrie, témoignent de la nécessité de disposer d'un laboratoire destiné aux mesures et essais.
Le décret du 19 mai 1900 créé au sein du CNAM un Laboratoire d'essais mécaniques, physiques, chimiques et de machines. Son fonctionnement est organisé par la convention du 13 juin 1901 entre le CNAM, le ministère du Commerce, de l'Industrie, des Postes et des Télégraphes et la Chambre de commerce de Paris ; cette convention est approuvée par la loi du 9 juillet 1901.
Le laboratoire est inauguré le 1er juillet 1903 par le président de la République, Émile Loubet,  dans des locaux situés rue Saint-Martin.
À ses débuts, le Laboratoire s'installe dans différents bâtiments du CNAM et ses activités se divisent en cinq sections : essais physiques, essais des métaux, essais des matériaux de construction, essais des machines et « recherches et essais sur les matières premières végétales nouvelles ou insuffisamment connues ».
Une de ses vocations premières est également réaffirmée par un arrêté du 11 août 1936, qui lui rattache le Dépôt des étalons nationaux du système métrique, il participera aussi à la mise en place de l'échelle thermométrique, dont les spécifications avaient été édictées à la Conférence générale des poids et mesures de 1927.
En 1955, le laboratoire d'essais emménage dans un nouveau bâtiment qui devient son nouveau siège social, rue Gaston-Boissier, dans le 15e arrondissement de Paris. La construction du bâtiment a débuté en 1942 mais est interrompue pendant la Seconde Guerre mondiale avant de reprendre en 1946. Le bâtiment est finalement achevé en 1962.

### 1978-2000
Le 10 janvier 1978, la loi Scrivener (ou loi no 78-23) sur la protection et l'information des consommateurs confère au laboratoire national d'essais le statut d'Etablissement public à caractère industriel et commercial (EPIC) rattaché au ministère de l'Industrie. Ce nouveau statut distingue deux grands aspects de son activité. Le premier concerne le service public et comprend la métrologie fondamentale et appliquée, les contrôles légaux et les travaux de pré-normalisation. Le second concerne l'assistance technique à l'industrie et comprend les essais normalisés de conformité, les essais à la demande et la certification de produits. Les prestations techniques se répartissent dans sept départements : métrologie, thermique, mécanique, matériaux, acoustique, chimie et pollution atmosphérique, et produits de consommation.
À la suite du décret du 9 juillet 1980, le LNE devient l'un des premiers organismes certificateurs agréés français. Parallèlement, il entreprend une démarche d'obtention d'agréments qui lui sont délivrés par le Réseau national d'essais (qui sera remplacé par le COFRAC en 1994). Il obtient donc son premier agrément en 1982, pour le contrôle géométrique des machines-outils.
L'année 1985 marque le début du transfert des activités du LNE vers son nouveau site opérationnel de Trappes-Élancourt. Ce site ne cesse dès lors de s'agrandir, jusqu'à l'inauguration de « Trappes 3 » courant 2001. Entre-temps, quatre délégations sont créées : à Douai en 1986, à Nîmes en 1988, à Strasbourg en 1991 et à Poitiers en 1992. Une antenne « Jouets-Puériculture » s'implante en 1991 à Moirans-en-Montagne, en raison de la présence de plusieurs industriels du jouet en bois, notamment Smoby et Vilac.
Durant les années 1990, le LNE s'implique dans plusieurs organisations internationales, dont le Bureau international des poids et mesures (BIPM) pour la métrologie scientifique et industrielle, et l'Organisation internationale de métrologie légale (OIML) pour la métrologie légale. Enfin, le Groupement pour l'évaluation des dispositifs médicaux (GMED) est créé sous la forme d'un groupement d'intérêt économique (GIE) avec les ministères de l'Industrie et de la Santé, ainsi qu'avec le Laboratoire central des industries électriques (LCIE), pour l'évaluation des dispositifs médicaux.

### Depuis2001
En 2001, le LNE se développe à l'international avec la création de LNE-Asia. Implantée à Hong Kong, LNE-Asia est une coentreprise entre le LNE et le CMA-Testing and Certification Laboratories, dont le capital est détenu à 51 % par le LNE. En 2011, le LNE fait l'acquisition de l'intégralité des parts de CMA-Testing and Certification Laboratories, devenant ainsi l’unique propriétaire.
2004 voit l'inauguration, sur le site de Trappes, d'un nouveau bâtiment de 3 400 m2, destiné aux activités de R&D en métrologie électrique et nanométrologie.
En 2005, le LNE affirme son ouverture à l'international en créant une filiale du G-MED aux États-Unis et une antenne de LNE Asia à Shanghai. Par ailleurs, les pouvoirs publics lui confient le pilotage général de la métrologie française par intégration des activités du Bureau national de métrologie (BNM) tout en continuant à associer aux travaux menés les acteurs actuels du BNM que sont le CNAM, le CEA et l'Observatoire de Paris. Le LNE est rebaptisé Laboratoire national de métrologie et d'essais.
En 2018, GMED devient une filiale du LNE.
En septembre 2020, afin de consolider leur offre sur le contrôle qualité des biens de consommation fabriqués en Asie et distribués dans le monde entier, le Groupe LNE et les Laboratoires Pourquery annoncent la création d'une coentreprise à Hong Kong : LNE-LP Asia Ltd.
En mai 2024, le LNE installe en son sein une infrastructure constituée de laboratoires d'évaluation de l'intelligence artificielle (LEIA), regroupant (fin mai 2024) quatre plateformes d'essais disposant de divers environnements de test (de la simulation numérique aux essais physiques), pour évaluer la fiabilité, la sécurité et l'éthique de la conception et du fonctionnement des solutions logicielles et des dispositifs physiques dotés d'intelligence artificielle.

## Laboratoires
Depuis 2005, le LNE fédère à l'échelle nationale autour de lui trois autres laboratoires :
- le Laboratoire national Henri-Becquerel (LNHB), issu de la fusion en 1999 du Laboratoire de mesure des rayonnements ionisants (LMRI) et du Laboratoire primaire des rayonnements ionisants (LPRI)[11], deux entités du Commissariat à l'énergie atomique et aux énergies alternatives (CEA) ;
- le Laboratoire commun de métrologie (LCM), fondé en 2010[12], issu de l'IMN, dépendant du Conservatoire national des arts et métiers (Cnam) ;
- le Système de références temps-espace (SYRTE), dépendant de l'Observatoire de Paris.

## Direction

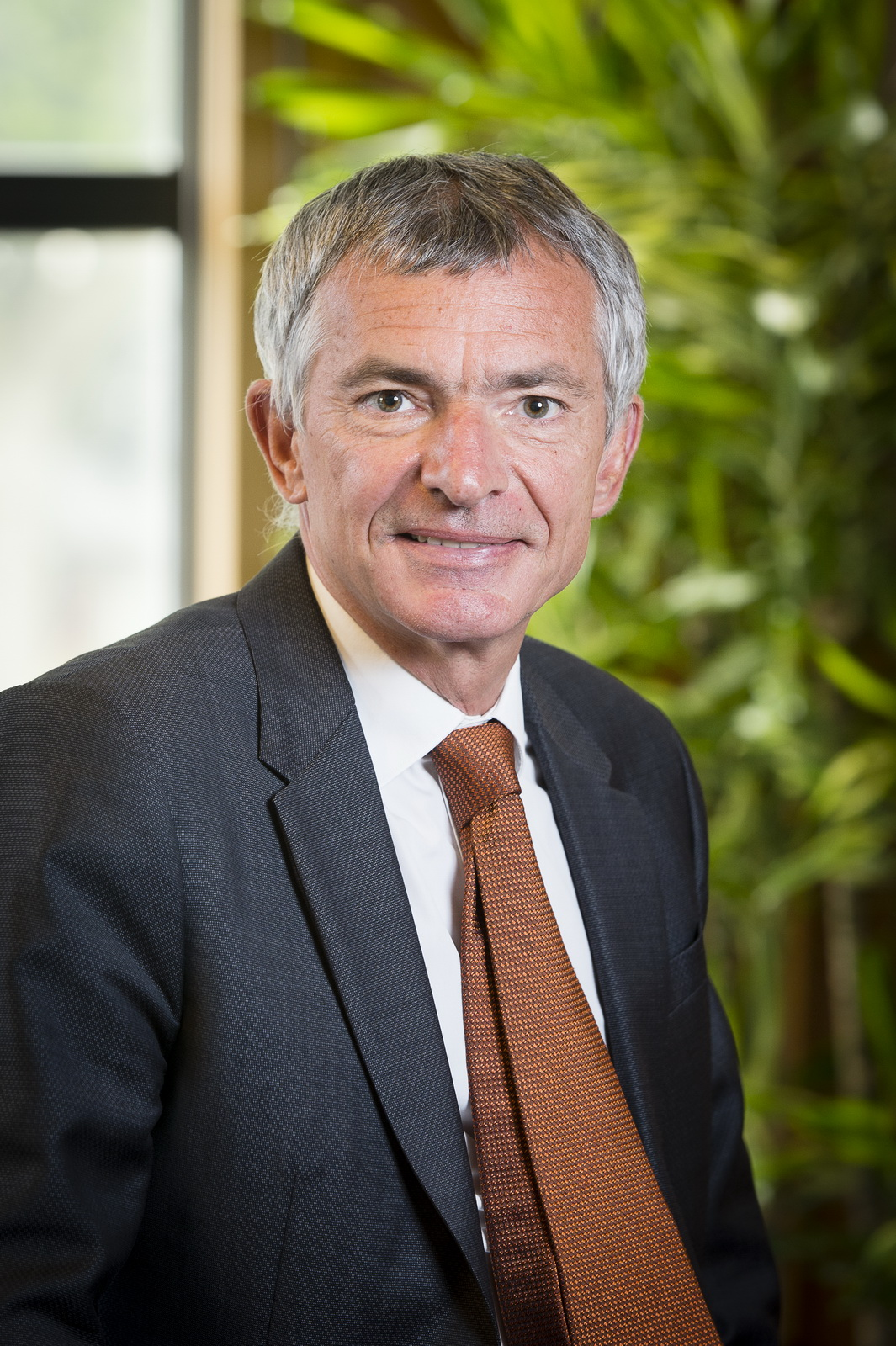
Thomas Grenon est directeur général du LNE depuis 2016.

Le laboratoire est régulièrement dirigé par un ingénieur des Mines.
| Directeur              | Décret de nomination | Décret de nomination |
| ---------------------- | -------------------- | -------------------- |
| Léon Masson            | 10 octobre 1900      | [ a ]                |
| Alfred Perot           | 28 octobre 1902      | [ b ]                |
| Jean-Fernand Cellerier | 5 avril 1910         | [ c ]                |
| Georges-Albert Boutry  | 5 mai 1936           | [ d ]                |
| Maurice Bellier        | 23 mars 1949         | [ e ]                |
| Laurent Citti (d)      | 21 février 1970      | [ f ]                |
| Jacques Clavier        | 1976                 |                      |
| Alan Bryden            | 28 novembre 1980     | [ g ]                |
| Marc Mortureux (d)     | 29 septembre 1999    | [ h ]                |
| Jean-Luc Laurent       | 13 décembre 2005     | [ i ]                |
| Thomas Grenon          | 7 mars 2016          | [ j ]                |

## Controverse sur l'application de la loi sur le secret des affaires
Le quotidien Le Monde estime en novembre 2018 que « la non-transparence au nom du secret commercial a été l'un des principaux obstacles aux 1 500 demandes d'accès aux documents publics effectuées au cours de l'enquête internationale » portant sur les Implant Files. La Commission d'accès aux documents administratifs (CADA), notamment, invoque le secret des affaires pour refuser l'accès aux documents du Laboratoire national de métrologie et d'essais.
Le quotidien a déposé un recours contre l'avis de la CADA devant le tribunal administratif de Paris, et rappelle que la loi exclut le recours au secret des affaires quand il s'agit d'« exercer le droit à la liberté d'expression et de communication, y compris le respect de la liberté de la presse, et à la liberté d'information telle que proclamée dans la Charte des droits fondamentaux de l'Union européenne ». Le tribunal rend son jugement le 15 octobre 2020. Il donne partiellement raison au Monde en obligeant le LNE / G-MED à communiquer dans le délai d'un mois la liste des dispositifs médicaux déjà sur le marché ayant obtenu le label CE, mais ne l'accorde pas pour ceux qui ne sont pas encore sur le marché, le juge administratif estime que cela « reviendrait à révéler des informations confidentielles relatives à la stratégie commerciale des fabricants ».